# 소화기

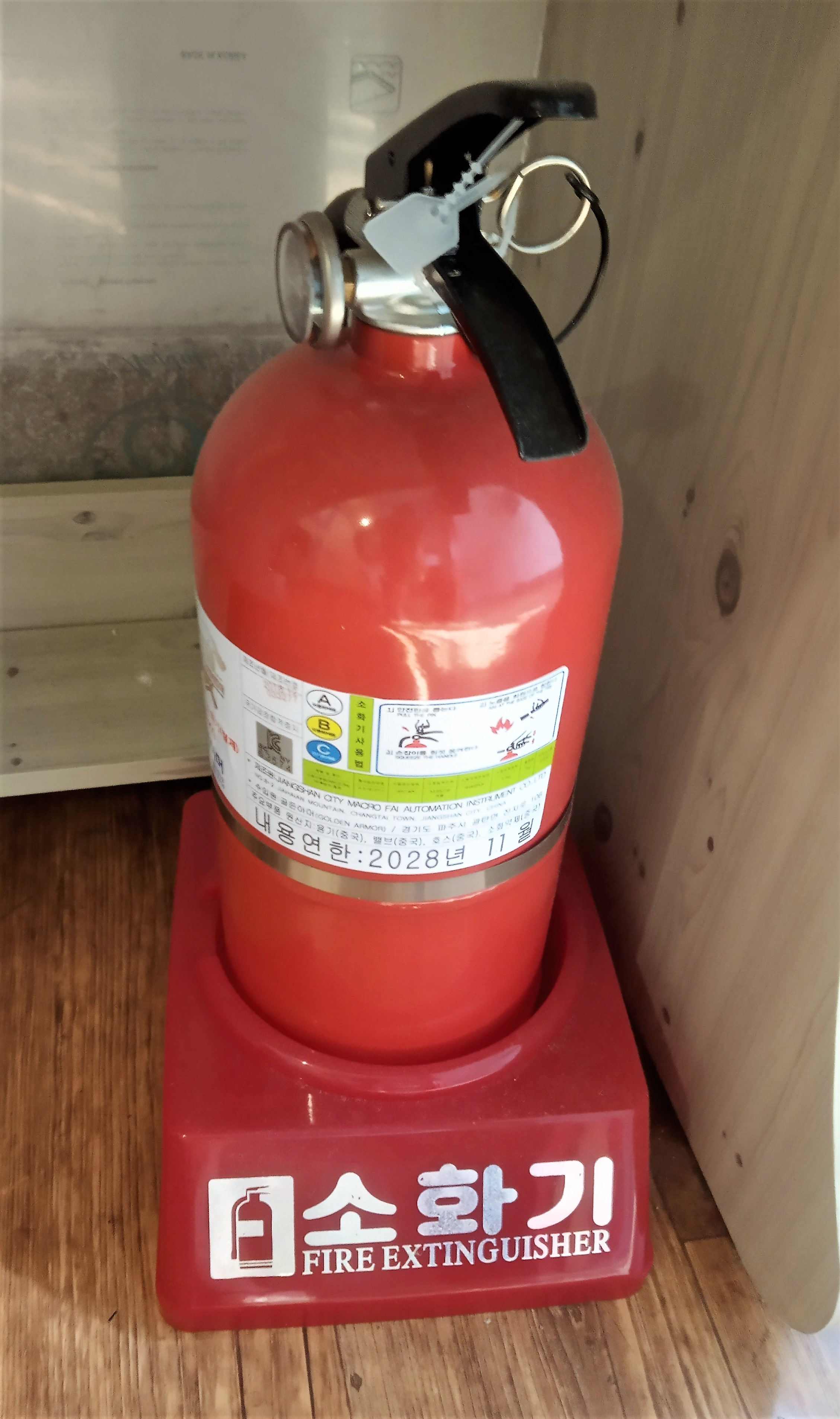
소화기

소화기(消火器, fire extinguisher)는 불을 끄는 데 쓰이는 기구의 한 가지다. 주로 화재가 발생하는 등의 비상 사태에 사용되며, 분사하면 쉽게 불을 끌 수 있는 화학 물질이 채워져 있다. 손으로 들고 사용할 수 있으며 조작이 쉬워 화재 초기 단계에 사용한다.
세계 최초의 소화기는 1723년 영국의 화학자 앰브로즈 고드프레이가 발명했다. 하지만 소화성 액체가 들어있는 용기와 도화선이 연결된 화약실로 이루어져 있다는 단점과 휴대성이 부족하다는 단점이 있었다.
처음 현대에 사용되는 소화기와 비슷한 장비를 개발한 사람은 1818년 영국의 군인 조지 맨비 대령(George William Manby)이었는데, 그의 소화기는 3 갤런짜리 구리 용기에 진주회(탄산칼륨)를 담고 공기를 압축해 넣은 형태였다. 그 소화기에는 아랫부분에는 탄산칼륨이 있었고, 윗부분에는 압력공기가 있었기에 탄산칼슘을 뿌릴수 있었다.

## 종류
소화 약재의 종류에 따라 물소화기·포말소화기·액화기체소화기·분말소화기 등으로 분류한다.

### 물 소화기
물을 소화 약제로 하는 소화기를 이른다. 다양한 종류가 있으며 주로 냉각 작용으로 소화하고 일부 질식 작용을 하는 소화기도 있다. 주로 일반화재(A급, 일반화재) 진화용으로 사용되며, 유류(B급) 및 전기(C급)화재에는 부적합하다.

### 이산화탄소 소화기
이산화탄소를 압축·액화하여 소화 약재로 사용하는 소화기이다. 주로 질식 작용으로 소화하고 액화된 이산화탄소가 기화하면서 냉각 작용도 한다. 대부분의 화재에 모두 사용 가능하며 소화 약제의 잔재가 남지 않고 소화 대상물의 손상이 적기 때문에 박물관이나 미술관에 많이 비치된다. 그러나 질식의 우려가 있기 때문에 지하 및 일반 가정에는 비치 및 사용이 금지되어 있다.

### 분말 소화기
분말 형태의 소화 약재를 사용하는 소화기이다. 다양한 화학 약재로 된 미세 분말을 담아 놓았으며 가압된 가스를 이용해서 분출한다. 일반적으로 가장 흔하게 비치된 것이 ABC분말소화기로 제일인산암모늄이 약재의 주요 성분이다. 주로 냉각 및 질식, 억제 작용으로 소화한다. 대부분의 화재에 모두 사용 가능하며 가격이 저렴하여 가장 널리 보급되어 있다. 방사 후에 분말이 그대로 남기 때문에 소화 대상이 훼손될 우려가 있다.

### 포말 소화기
액체 상태의 화학 약재를 사용하는 소화기이다. 본체를 거꾸로 뒤집은 다음에 흔들어서 황산알루미늄 용액과 이산화탄소가 함께 혼합되어 거품 형태로 분사시켜 질식 작용으로 화재를 진압한다. 주로 일반화재(A급), 유류화재(B급) 진화용으로 사용된다. 소화 성능은 매우 뛰어나지만 사용방법이 번거롭고 약재에 의한 부식 가능성이 높다는 단점이 있어서 현재는 생산되지 않는다.

### 할론 소화기
할로젠 화합물 가스를 약재로 사용하는 소화기이다. 하론1301(브로민화 삼플루오린화 메테인), 하론1211, 하론2402 등의 가스를 사용하며 주로 질식, 억제 소화한다. 대부분의 화재(A~D급)에 모두 사용 가능하며 소화 약재의 잔재가 남지 않고 소화 대상물의 손상이 적다. 소화 효과가 매우 뛰어나지만 가격이 비싸며 하론 가스의 독성이 있어 인체에 유해할 수 있는데다 오존층을 파괴하는 물질을 포함하기 때문에 최근에는 생산 및 판매가 규제되었다.

### 투척식 소화기
어린이, 노약자, 장애인이 사용하기에 좋은 소화기가 바로 투척식 소화기다. 투척식 소화기는 액체 상태의 소화약제가 든 케이스를 불이 난 곳에 직접 던져 불을 끄는 방식으로 일반 소화기보다 사용이 간편하다. 하지만 보관시에는 아래로 떨어지지 않도록 주의해야 한다.

## 소화기 사용방법

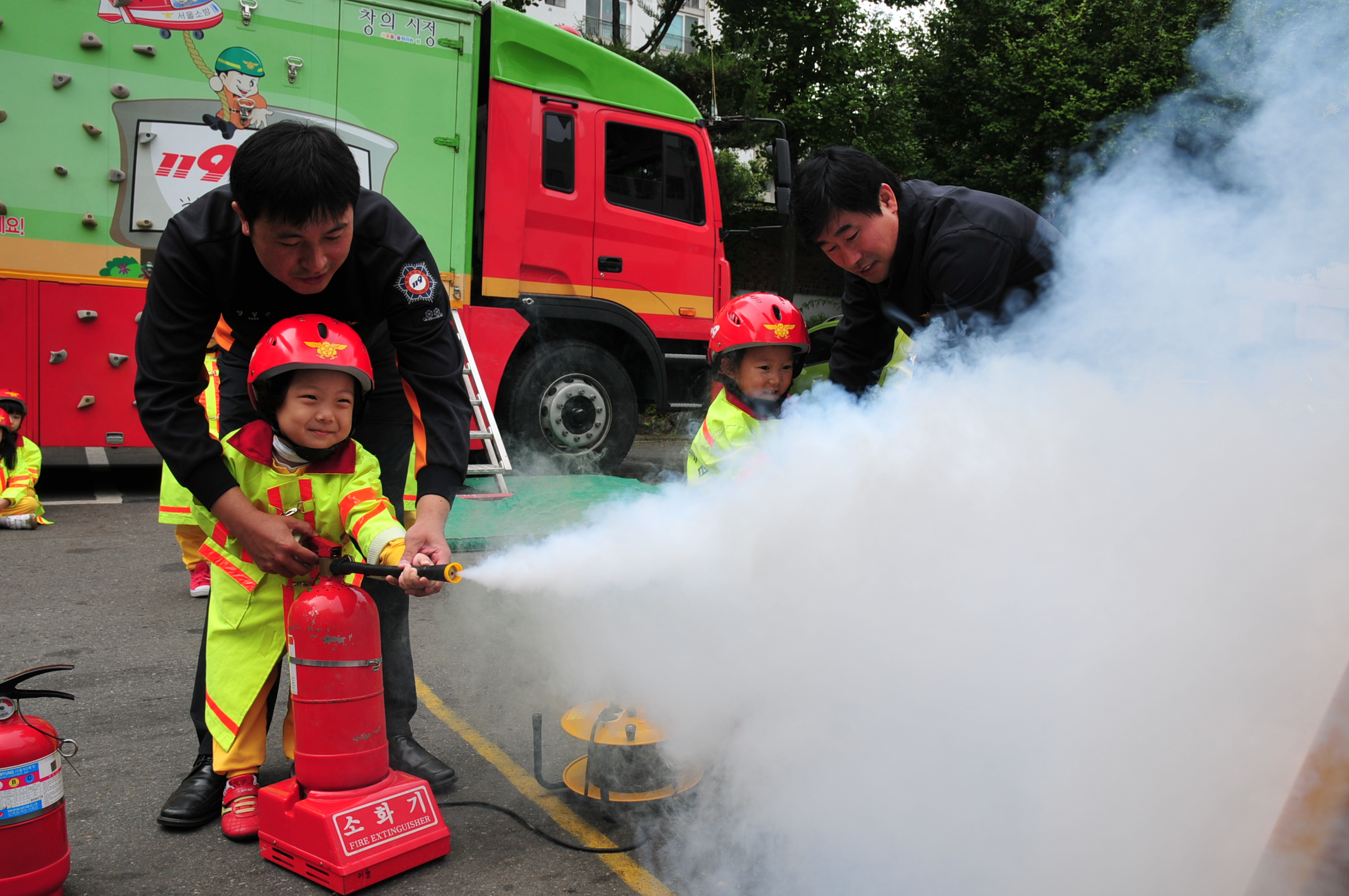
서울강서소방서 소화기 안전교육

### 일반 소화기
1. 소화기 몸통을 잡고 안전핀을 뽑는다.
2. 바람을 등지고 호스를 불 쪽으로 향하게 한다.
3. 손잡이를 강하게 눌러 소화액을 분사한다. 이때, 빗자루 쓸듯이 골고루 분사한다.[3]

### 투척용 소화기
1. 커버를 벗긴다.
2. 약제를 꺼낸다.
3. 불을 향해 던진다.[4]

## 폭발위험
소화기가 불을 끄기 위해 만들어지긴 했지만, 노후화 되거나 관리가 잘 안되면 폭발할 수도 있다. 실제로 폭발로 사람이 죽은 사례가 있다. 폭발하는 이유는 노후화 된 소화기가 관리가 안 되어 올라간 내부 가스압을 못견디기 때문이다.
소화기는 크게 축압식과 가압식으로 분류되며, 축압식은 사용상 안전하고, 가압식은 본체용기가 부식될 경우 폭발우려가 있어 1999년부터 생산이 중단되었다.

## 같이 보기
- 연기 감지기
- 화재 경보기
- 화재
- 대한민국의 소방
- 소화전